# Aromathérapie

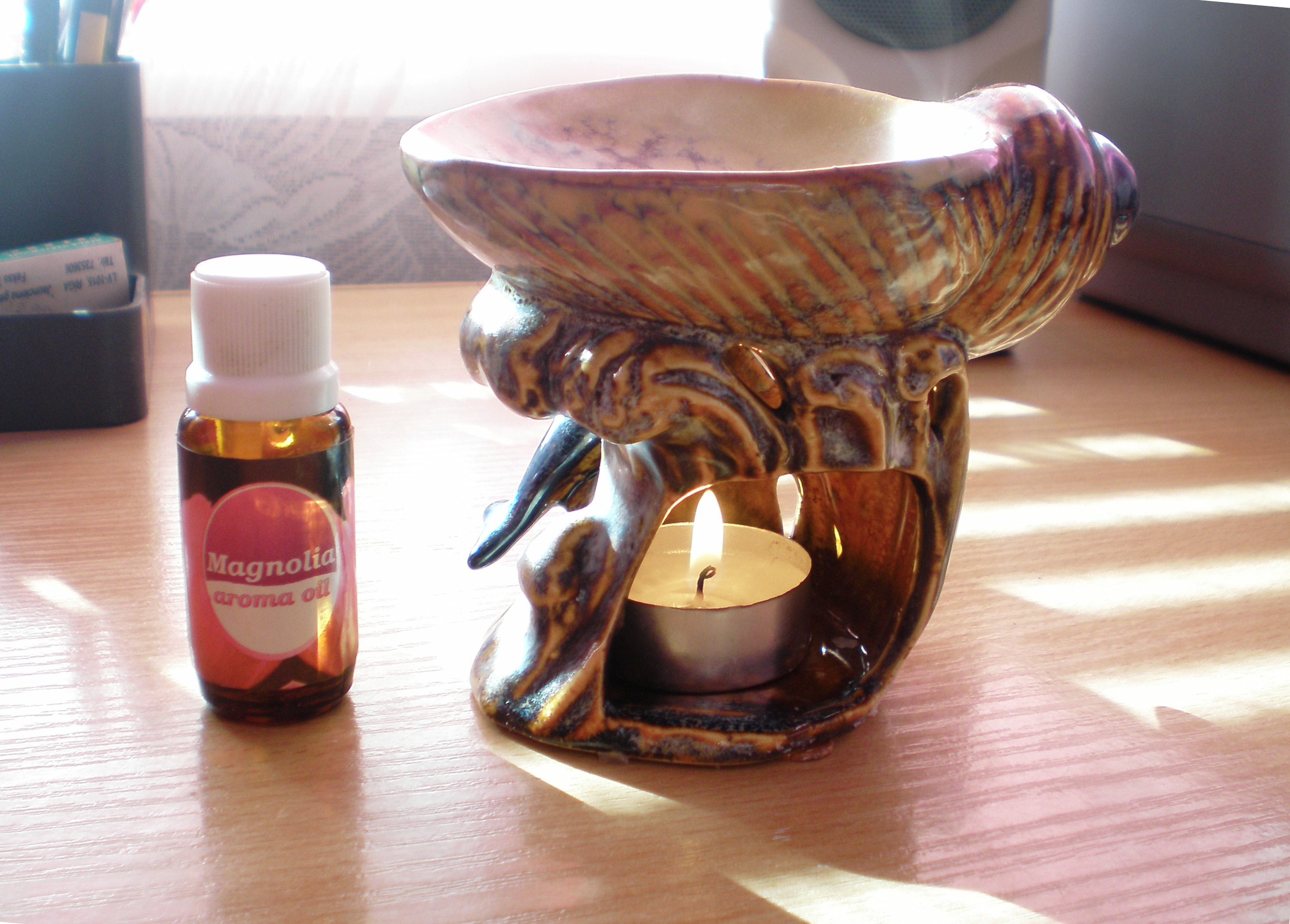
Diffuseur utilisé en aromathérapie.

L'aromathérapie consiste en l'utilisation de composés aromatiques extraits de plantes, les huiles essentielles, à des fins médicales.
L'aromathérapie est tantôt utilisée comme pseudo-médecine, tantôt comme l'une des médecines complémentaires préconisées, en France, par différents plans nationaux de santé thématiques (ex. : contre la nosocomialité à l'hôpital, ou contre les effets indésirables de la chimiothérapie anticancéreuse), ou comme médecine alternative.
Originellement pratiquée selon une approche traditionnelle, cette branche de la phytothérapie s'apparentait à la naturopathie, classée parmi les médecines non conventionnelles. Dans certains domaines (ex. : hypertension, dépression, anxiété, soulagement de la douleur, démence), elle reste considérée comme une pseudoscience, faute de preuve d'efficacité ; la Cochrane décrit des résultats contradictoires ou équivoques dans la démence, similaires au placebo en traitement post-opératoire, et pas de preuve dans le traitement du cancer ou dans le cadre des douleurs de l'accouchement.
L'aromathérapie est néanmoins efficace contre certaines infections, les effets antibactériens et anti-infectieux des huiles essentielles étant aujourd'hui scientifiquement démontrés, ainsi que contre les maux de tête et certaines arthralgies, mais elle ne semble pas soulager les douleurs menstruelles ou liées au travail lors de l'accouchement. Il reste cependant difficile d'étudier ses effets car une même plante ou variété, cultivée dans des contextes différents (sol, saison, variété, nutriments, altitude…), présente des teneurs et types d'huile différents et les fréquences, dosages et périodes d'utilisation peuvent varier pour traiter un même symptôme. Les huiles peuvent en outre interagir entre elles et/ou avec d'autres produits ou médicaments. Dans le cadre de la pharmacognosie, les recherches sur les huiles essentielles se poursuivent donc.

## Étymologie
Le terme a été utilisé pour la première fois par le chimiste René-Maurice Gattefossé en 1935. Il vient du latin « aroma », grec « ἄρωμα - arôma » pour « arôme » et du grec « θεραπεία - therapeia » pour « soin, cure ».

## Histoire

### Origines de l'aromathérapie
Dans l'histoire de la médecine, au moins jusqu'au XVIe siècle, l'histoire de l'aromathérapie se confond en grande partie avec celle de la phytothérapie. Les plantes, dans leur ensemble, constituaient la base de la pharmacopée des civilisations antiques[réf. nécessaire].
Si l'on retrouve les traces de méthodes de distillation ou d'extraction, en Chine ou en Inde, datant de plusieurs millénaires, c'est en Égypte que leur utilisation a été avérée.
En Grèce, les écrits de Dioscoride (Ier siècle) font référence à l'utilisation d'extraits aromatiques. Les Romains les utilisèrent aussi sous forme d'onguents gras. Dioscoride décrit aussi les croyances de l'époque concernant leurs propriétés curatives, dans son De Materia Medica.
Les huiles essentielles distillées ont été employées comme médicaments au moins depuis le XIe siècle, après qu'Avicenne ait isolé certaines huiles essentielles grâce à la distillation à la vapeur.
On attribue au médecin alchimiste persan Jabir ibn Hayyan l'invention, au Xe siècle, de l'alambic. Les procédés d'extractions s'améliorèrent par la suite, les pharmacopées les utilisant surtout après le XVIe siècle[réf. nécessaire].
À partir du XIXe siècle, on commença à isoler et classifier les principes actifs des molécules odoriférantes, ce qui permit leur utilisation spécifique[réf. nécessaire].
En 1910, René-Maurice Gattefossé découvre certaines propriétés de l'huile essentielle de lavande vraie ; en 1928 il crée le mot « aromathérapie »  (antérieurement incluse dans la phytothérapie), et en 1931 il publie un livre décrivant ce sujet. Entre-temps, de 1929 à 1931, le pharmacien Sevelinge étudie également les rapports entre structure chimique et l'activité thérapeutique des huiles essentielles.
Dans certains pays (Royaume-Uni par exemple), l'aromathérapie s'inscrit dans l'aromachologie (science des phénomènes liés aux odeurs, plus particulièrement l’influence des odeurs sur le comportement). L’École anglaise, initiée par Marguerite Maury (1960), procède de l’Aromachologie.

### École française duXXesiècle
En 1910, le pharmacien lyonnais, chimiste et parfumeur René-Maurice Gattefossé (1881-1950) en faisant des recherches en parfumerie, se brûla accidentellement grièvement les mains. Une version de l'histoire dit que, très gravement brûlé et soigné selon les moyens de la médecine contemporaine, il fut rapidement atteint de gangrène gazeuse. En dernier recours, retirant ses bandages, il appliqua sur ses plaies infectées de l'huile essentielle de lavande. Une autre version dit que lors de l'accident, par réflexe, il plongea sa main dans un contenant rempli d'huile essentielle de lavande vraie, découvrant ainsi ses propriétés calmantes, antiseptiques et cicatrisantes. Selon lui, les résultats furent stupéfiants : l'essence de lavande possédait de réelles propriétés antiseptiques et cicatrisantes. Dès lors, il consacra une partie de ses recherches aux propriétés des huiles essentielles.
Gattefossé est à l'origine du néologisme « aromathérapie », devenu peu après un mot courant.
En 1964, le Dr Jean Valnet publia Aromathérapie : traitement des maladies par les essences de plantes. Ses nombreux ouvrages traitant des vertus de certaines huiles essentielles popularisent l'aromathérapie auprès du grand public.
Pierre Franchomme et le Dr Daniel Pénoël introduisirent les notions d'aromathérapie scientifique et de chémotype qui éclairèrent les effets thérapeutiques des huiles essentielles.
À la fin du XXe siècle, l'aromathérapie bénéficia de l'avancée des méthodes d'analyses, en particulier de la chromatographie. La distinction précise des composés aromatiques permit à la médecine de mieux appréhender leurs mécanismes d'action et d'affiner leur prescription.

## Généralités
L'aromathérapie est pratiquement toujours associée à la phytothérapie, dans l'arsenal thérapeutique, le terme « phyto-aromathérapie » est d'ailleurs employé par les spécialistes.
Le terme aromathérapie recouvre des pratiques médicales très variées utilisant les huiles essentielles par exemple sous forme d'onction (dissolution dans une huile), de crème ou de lotion (émulsion huile dans l'eau) pour l'usage externe. La dispersion dans du miel ou dans de l'huile alimentaire ou simplement sur un sucre est habituelle pour l'administration par la voie orale. La mise en gélules se pratique aussi. Les aérosols obtenus par nébulisation des huiles essentielles sont plus rarement utilisés, mais la dispersion dans l'atmosphère d'une pièce obtenue grâce à l'utilisation de diffuseurs spéciaux est très répandue. L'emploi en suppositoires est utile pour certaines applications thérapeutiques, mais est généralement réservée au corps médical.

## Usages
Les huiles essentielles servent surtout à l'automédication, parfois dite « de confort », usage qui a toujours existé et qui persiste en France (selon une enquête menée en 2015 par 60 millions de consommateurs, 80 % des Français ont recours à l'automédication, généralement pour les petites pathologies courantes).

### Indications thérapeutiques
Les propriétés prêtées aux huiles essentielles sont multiples :
- anti-infectieuses : antibactériennes (dues au carvacrol, au thymol, à l'eugénol, à l'aldéhyde cinnamique, aux monoterpénols, etc.), antimycotiques (dues aux alcools et aux lactones sesquiterpéniques), antivirales (dues aux monoterpénols, monoterpénals, etc.), antiparasitaires (dues aux phénols, à l'ascaridole, etc.), insectifuges et insecticides (citronnelle de Ceylan, camphre du camphrier du Japon, etc.)
- anti-inflammatoires (dues aux aldéhydes, au chamazulène, au bisabolol, etc.)
- anticatarrhales : expectorantes (dues à l'eucalyptol ou 1,8-cinéol), mucolytiques (dues aux molécules cétoniques et aux lactones)
- anti-histaminiques
- antispasmodiques (dues aux éthers et aux esters)
- antalgiques, analgésiques et anesthésiques
- calmantes, hypnotiques et anxiolytiques
- propriétés endocrinorégulatrices : comme les œstrogènes, comme la cortisone, etc.
- propriétés vasculotropes et hémotropes : hyperémiantes, phlébotoniques, lymphotoniques, anticoagulantes (dues aux coumarines) et fibrinolytiques[réf. nécessaire], antihématomes (HE d'hélichryse italienne), hémostatiques, hypotensives
- propriétés digestives : eupeptiques, carminatives, cholagogues et cholérétiques (dues à la menthone, la carvone et la verbénone)
- antitoxiques
- antivenimeuses
- antirhumatismales
- stimulantes ou apaisantes
- aphrodisiaques
- etc.

### Efficacité
Il n’existe aucune preuve clinique que l’aromathérapie puisse prévenir ou guérir une quelconque maladie,.
Les preuves de l'efficacité de l'aromathérapie dans le traitement des problèmes médicaux sont faibles, avec un manque particulier d'études employant une méthodologie rigoureuse,. En 2015, le ministère de la Santé du gouvernement australien a publié les résultats d'une étude sur les thérapies alternatives visant à déterminer si certaines d'entre elles pouvaient être couvertes par une assurance maladie ; l'aromathérapie était l'une des 17 thérapies évaluées pour lesquelles aucune preuve claire d'efficacité n'a été trouvée.
Seul un petit nombre de ces usages sont soutenus par des données scientifiques fiables, et les vendeurs prêtent facilement à leurs produits toutes sortes de propriétés imaginaires. La principale efficacité clinique reconnue de certaines huiles essentielles est une activité antibactérienne (cependant beaucoup plus faible que celle des antibiotiques et antiseptiques modernes[réf. nécessaire]). Certaines ont également un effet répulsif sur les animaux, en particulier les insectes. Selon l'EHESP, « Les huiles essentielles présentent des propriétés intéressantes qui pourraient être utilisées dans la vie courante, sous réserve d'études supplémentaires. Les données concernant une application à l'homme restent ponctuelles, il serait donc intéressant de pousser les recherches dans ce sens ».
L'aromathérapie pourrait être efficace contre certaines infections (les effets antibactériens et anti-infectieux des huiles essentielles sont aujourd'hui scientifiquement démontrés,,), ou contre les maux de tête et certaines arthralgies, mais elles ne semble pas soulager les douleurs menstruelles ou liées au travail lors de l'accouchement. Son efficacité a en outre été démontrée comme aide à la prise en charge d'effets indésirables de la chimiothérapie anticancéreuse,.
La composition chimique (chémotype) des huiles essentielles varie aussi en fonction du pays de récolte, de l'altitude, de l'ensoleillement, des conditions de récolte, de la qualité de la distillation, de l'entreposage : ces facteurs peuvent modifier leurs propriétés.
Selon l'Institut national du cancer des États-Unis, aucune étude sur l'aromathérapie dans le traitement du cancer n'a été publiée dans une revue scientifique à comité de lecture. Les résultats d'autres études sont mitigés. Certaines ont montré une amélioration du sommeil, de l'anxiété, de l'humeur, des nausées et de la douleur, tandis que d'autres n'ont montré aucun changement dans les symptômes.

### Risques et effets indésirables des huiles essentielles
Discipline non-réglementée, l'aromathérapie fait l'objet d'un grand nombre d'abus, de nombreux thérapeutes auto-proclamés inventant des propriétés aux produits qu'ils vendent ou utilisent. Certaines huiles essentielles ont des propriétés médicalement reconnues, mais leur usage doit être contrôlé (posologie, durée du traitement, interactions…) car, comme pour toute molécule active ayant un effet sur le métabolisme, des effets indésirables graves sont possibles. Ainsi, le millepertuis, le ginkgo ou le pamplemousse peuvent provoquer une diminution ou une augmentation de l'effet thérapeutique d'autres médicaments par interaction médicamenteuse. De même, l'absinthe ou le thuya peuvent être neurotoxiques. Dans certains pays (dont la France), certaines huiles essentielles ne peuvent être fournies que par un pharmacien. Selon l'Agence nationale de sécurité du médicament et des produits de santé (ANSM) : « Les huiles essentielles ne doivent pas être utilisées de façon prolongée (au-delà de quelques jours) sans avis médical. » Elles ne doivent jamais être ingérées pures, car présentant un risque important pour les muqueuses (ainsi que pour le foie). Selon le pharmacien Jacques Fleurentin, « Une cuillère à café d'huiles essentielles, c'est directement les urgences. C'est tout le temps par gouttes. Toujours. »
Citons notamment :
- les propriétés vésicantes et nécrosantes de certaines HE;
- des propriétés allergisantes ou hypersensibilisantes de certaines HE ;
- des propriétés photosensibilisantes (par exemple dues aux furocoumarines), présentes dans toutes les essences extraites du zeste des citrus : citron, mandarine, bergamote, etc. Toutefois, à cause du poids moléculaire des furocoumarines responsables des effets phototoxiques et photosensibilisants, les essences distillées n'en contiennent pas et ne comportent pas ce risque. Bien que la plupart de ces essences soient extraites par expression à froid, et contiennent des furocoumarines (bergaptène, etc.), il est donc possible d'obtenir ces mêmes essences distillées, et donc sans danger pour la peau ;
- les propriétés neurotoxiques de certaines HE (par exemple dues aux cétones) ;
- des propriétés néphrotoxiques de certaines HE (par exemple dues aux terpènes majoritaires dans l'essence de térébenthine, rameaux de genévriers, etc.) ;
- des propriétés hépatotoxiques (par exemple dues aux phénols pris pendant un temps trop long, ou à doses massives). L'huile essentielle de cannelle écorce en fait partie et est toxique pour le foie[34][source insuffisante].

Les accidents, plus ou moins graves, se sont multipliés avec la vulgarisation grandissante des huiles essentielles. Ils posent la question de la formation du public, qui peut se procurer la plupart de ces substances en vente libre et directe. Si certaines huiles comme la lavande ou l'arbre à thé (tea tree) présentent un seuil de toxicité relativement élevé, d'autres peuvent contenir des substances neurotoxiques ou abortives dès les premiers niveaux de surdosage.
Les huiles essentielles suivantes sont toxiques. Le non-spécialiste ne devrait pas les utiliser. Les huiles essentielles d'estragon, de gaulthérie et d'origan sont cependant d'usage autorisé sous l'avis d'un spécialiste ou l'accompagnement d'un professionnel de la santé :
- amande amère (Prunus amygdalus)
- anis vert (Pimpinella anisum)
- arnica (Arnica montana)
- bouleau jaune (Betula lenta)
- camphre (Cinnamomum camphora)
- estragon (Artemisia dracunculus)
- gaulthérie (Gaultheria procumbens)
- menthe pouliot (Mentha pulegium)
- moutarde (Brassica nigra)
- origan (Origanum vulgare)
- sauge officinale (Salvia officinalis)
- thuya (Thuja occidentalis)

Les huiles essentielles traversent le placenta et sont transmises par le lait maternel.
Les produits aromatiques mis sur le marché : huile essentielle (HE) ou essence (ESS), huile végétale (HV), hydrolat aromatique (HA) et spécialités commerciales sont souvent de qualité inégale pour les causes suivantes :
- qualité inégale des matières premières végétales (mélange, variété végétale, origines mixtes, modes de cultures…)[28] ;
- pratiques de distillation (taille des alambics, température, pression, temps de distillation…),
- étiquetage parfois inadéquat (nom latin, provenance, organe producteur, spécificité biochimique, culture biologique ou non…) défini nature exacte de l’HE[28] ;
- manque de fiches d'analyses chromatographiques (chemotype aléatoire ou inexistant)[28] ;
- manque de traçabilité de nombreuses filières de producteurs/revendeurs, vente en ligne de produits possiblement frelatés [28] ; Les huiles essentielles sont des transformations de plantes cultivées ou sauvages nécessitant beaucoup de main d'œuvre agricole pour les récoltes et les cueillettes. Elles sont donc coûteuses et recherchées. Elles sont donc aussi souvent frelatées par adjonction d'huiles de mauvaise qualité ou de produits de synthèse bien moins onéreux. ex. : l'huile essentielle d'eucalyptus contient des dizaines de substances ; on vend donc de l'eucalyptol de synthèse (1,8 cinéol) qui coûte dix fois moins cher[24] ;
- mauvaise conservation (au chaud, à la lumière, à l'air) ; dans ces conditions les huiles et essences peuvent se dégrader rapidement, parfois en formant des substances toxiques[24].

Se procurer des huiles essentielles et s'assurer de leur qualité est un métier complexe demandant de l'expérience. En France et dans la plupart des pays européens, la production d'huiles essentielles et la pratique de l'aromathérapie ne sont que peu réglementées. Il convient donc de se procurer des huiles essentielles de qualité garantie voire de s'adresser à des personnes qualifiées.

#### Précautions d'emploi
Les huiles essentielles étant bien plus concentrées en principes actifs que les plantes autrefois utilisées, elles exposent « selon le niveau d’information reçue et le degré de vulnérabilité sous-jacent, à d’autres risques pour la santé (...) l'auto-administration pouvant présenter des risques d’interactions potentielles avec les autres thérapeutiques prescrites lors du séjour hospitalier voire après la sortie ».
La plupart doivent être diluées au 1/5 (concentration importante, réservée à la pratique médicale) le plus souvent au 1/10 voire au 1/20 ou au 1/100 (concentration faible, courante pour l'utilisation des huiles essentielles en cosmétologie).

## Cadre réglementaire
Le cadre réglementaire qui régule la vente d'huiles essentielles dépend de l'utilisation prévue, et demande de distinguer rigoureusement un usage thérapeutique d'un usage cosmétique : ainsi, des huiles à destination cosmétique ou de parfumerie ne sont pas soumises aux contrôles sanitaires propres aux produits de consommation, et a fortiori aux médicaments. Une huile achetée en parfumerie ou dans un magasin de cosmétique ne doit donc en aucun cas être utilisée en cuisine ou en auto-médication, car son dosage et ses effets peuvent être dangereux dans cet usage détourné.
Pour le médecin et aromathérapeute Jean-Pierre Willem, « Ce n'est pas une médecine douce. Il n'est pas possible de faire de l'automédication ». Une seule cuillère à café d'huile essentielle de thuya, par exemple, peut suffire à provoquer la mort.
En France, certaines entreprises contrevenantes ont fait l'objet de poursuites de la part de l'Agence nationale de sécurité du médicament, notamment pour avoir fait la promotion de l'huile de karanja comme filtre solaire alors que ce produit est un simple parfum et ne bloque aucun rayonnement UV.

## Enseignement, formations
En 2018, les diplômes universitaires qualifiants, spécialisés ou pas en aromathérapie sont rares et hétérogènes. Et les autres formations sont encore plus hétérogènes, souvent dispensés par des organismes privés et/ou à but commercial potentiellement à risque de conflit d'intérêts susceptible d'influer sur le respect des bonnes pratiques (décrites pour la cosmétologie par l'AFSSAPS en 2008) ou pour un usage domestique (recommandations DGCCRF en France), mais « peu connues des professionnels de santé et/ou nécessitant un travail de transposition pour la pratique clinique », hospitalière notamment) ; il existe de très nombreux ouvrages de vulgarisation grand public, presque toujours à visée commerciale et souvent « d'un niveau de fiabilité aléatoire voire discutable ».

## Impact économique
Le marché de l'aromathérapie ne représente que 2% environ du commerce mondial des huiles essentielles, dominé par l'industrie agro-alimentaire et par l'industrie cosmétique.
Uniquement pour les officines, le marché de l'aromathérapie était estimé en France à 174 500 000 euros en 2016. Les ventes d'huiles essentielles complexes y étaient de 119 millions €, contre 73 millions € en 2012, soit une progression de 63,1 % en 4 ans. Celles d'huiles essentielles unitaires augmentaient quant à elles de 57,3 % entre 2012 et 2016, passant de 35 300 000 à 55 500 000 euros.

## Controverses
Si l'efficacité anti-bactérienne de certaines huiles essentielles est reconnue,,, les controverses portent surtout sur leurs indications thérapeutiques, leur champ de compétence, leur efficacité et sur les méthodes d'administration.
Lorsqu'elle est utilisée dans une approche holistique, l'aromathérapie en partage les controverses,.
Par rapport à d'autres médecines non conventionnelles, le fait que ses constituants de base puissent provoquer des troubles graves, pose le problème de la formation des prescripteurs.
En France, la pratique de l'aromathérapie est peu encadrée par la loi ; en 2012, n'importe qui peut se proclamer « aromathérapeute » sans aucune formation (« accessible sans diplôme particulier » selon la fiche Rome K1103 de Pôle emploi).

## Recherche
La recherche dans ce domaine est très active : PubMed montre une croissance exponentielle du nombre d'études sur les huiles essentielles publiées depuis les années 1880 à nos jours (106 études publiées entre 1880 et 1950, à comparer à 10 520 études publiées entre 2001 et 2016).
Les HE semblent offrir des perspectives intéressantes, mais encore à confirmer par des études plus larges et sur la durée. À titre d'exemple, en contexte nosocomial d'antibiorésistance, contre certaines infections multirésistantes que l'on ne sait plus traiter par des antibiotiques (certaines souches de Candida ou de  Staphylococcus aureus par exemple) ; l'activité antimicrobienne des OE a été démontrée sur un large éventail de microbes pathogènes et une meilleure compréhension du mode d'action des HE contre ces pathogènes ouvre de nouvelles perspectives de lutte contre l'antibiorésistante,,,, mais il n'est pas exclu que les bactéries puissent aussi un jour développer des résistances aux HE si elles sont trop utilisées.
D'autre part, les HE de Melissa officinalis et Lavandula officinalis,, semblent avoir une certaine efficacité contre deux symptômes psychocomportementaux associés à la démence (BPSD) de la maladie d’Alzheimer (MA, maladie amenée à se développer avec le vieillissement de la population), généralement associés à une perception de la douleur accrue, par le malade, et pour lesquels les antipsychotiques dédiés (rispéridone, olanzapine, aripiprazole et quétiapine) perdent souvent rapidement de leur effet (accoutumance, dépendance) tout en ayant des effets secondaires importants. Chez l'animal de laboratoire, l'extrait hydroalcoolique de Melissa officinalis  semble en outre atténuer la nociception. Des preuves cliniques montrent que l'aromathérapie peut aider à contrôler l'agitation, l'agressivité et certains symptômes psychotiques. Les mécanismes d'action sont encore à découvrir, mais des explications moléculaires (basées sur l'ensemble du phytocomplexe ou des composants uniques) semblent émerger dans les années 2010 ; la recherche fondamentale doit cependant pouvoir s'appuyer sur des  études précliniques plus rigoureuses. Il est possible que d'autres huiles essentielles soient également efficaces dans cette pratique pharmacothérapeutique.